# Jalen Harris
Jalen Harris, né le 14 août 1998 à Dallas dans le Texas, est un joueur de basket-ball américain évoluant au poste d'arrière.

## Biographie
Le 18 novembre 2020, lors de la draft, il est sélectionné en 59e position par les Raptors de Toronto.
Le 30 novembre 2020, il signe un contrat two-way avec les Raptors de Toronto.
En août 2021, il s'engage une saison avec le club italien du Guerino Vanoli Basket après avoir été banni par la NBA pour violation du programme antidrogue.

## Palmarès

### Universitaire
- Conference USA All-Freshman Team (2017)
- Mountain West Newcomer of the Year (2020)
- First-team All-Mountain West (2020)